# 810大埔遊行
讓民意走出連儂隧道－810大埔遊行，是在2019年8月10日香港大埔區由民間自發舉行的反對修訂逃犯條例遊行遊行。遊行路線由大埔頭巴士總站出發，到廣福道作終點。遊行目的是要求政府回應五大訴求，即撤控示威者、取消暴動宣稱、追究開槍責任、按議事規則撤回修例，以及實行雙普選。
是次遊行是逃犯條例修訂草案推出以來，首次有民眾於大埔舉辦反對逃犯條例修訂草案遊行。8月8日，香港警務處以「公共安全秩序風險極大」為理由發出反對通知書，反對是次遊行。遊行主辦方在上訴失敗後決定將遊行取消，但大埔區市民仍然自發上街，遊行在沒有「不反對通知書」下進行。事後遊行人士和平散去，警方在大埔並無發出催淚彈，亦無人被捕。即使是和平遊行，警方仍然讉責大埔遊行的參與者。

## 背景

### 連儂隧道
位於大埔墟站A出口行人隧道內的連儂牆，被喻為是全港規模最大。同時也因此發生多次襲擊事件，包括出動防暴警清除寫有警員資料的標貼、被張貼萬國旗、「連儂隧道」被換上「壽終正寢」標語等。

### 85三罷
8月5日的三罷行動，大埔是其中一個集會地點。最終演變為包圍警署行動，和一連串的警民衝突。所以主辦方一直強調，遊行是會在和平的情況下進行。

### 警方反對
15名大埔區議員在8月6日聯署，呼籲警方不要批出「不反對通知書」。在警方發出反對通知書後，遊行籌委會表示極度詫異及非常憤慨，並表明會上訴。

### 變成市民自發
遊行申請人曾就結果上訴，但最終被駁回。結果主辦方決定取消遊行，但大埔區市民仍然自發上街，結果遊行依然在沒有「不反對通知書」進行。

### 大埔墟站新增閉路電視
新民主同盟新富區社區主任胡耀昌在遊行舉行前，發現大埔墟站增加了19個閉路電視鏡頭，而這些影像能直播到警署。他認為大埔已成為監控之都，也是配合大陸公安追蹤出入羅湖邊境的香港人。

## 經過

### 大埔墟商舖關門
在遊行開始前，食環署曾稱大埔墟街市會提早關門，而附近的商店和大埔廣場的馬會投注站也暫停營業。

### 開始遊行
在原定的時間，大埔頭巴士總站已經有逾百市民聚集。最終遊行在3時15分起步，沿原訂的遊行路線，即是沿汀太路、汀角路、安慈路、安祥路、寶鄉橋，到達廣福道的投注站作為終點。

### 兵分三路
到達終點後，示威者兵分三路，左路沿南運路前往大埔警署；右路到達大埔墟站再搭車前往香港國際機場；而直行則前往廣福邨，舉行「黃碧嬌議員追悼會」。

### 黃碧嬌議員追悼會
有示威者在黃碧嬌議員辦事處旁的横額噴上「奶共」、「屌你老母」等字句。又有市民在辦事處旁的樓梯擺放了3至4打的雞蛋，有示威者載上手套後便向辦事處的大門和冷氣機投擲雞蛋。
與此同時，在距離黃碧嬌議員辦事處約十餘米的廉記茶室。餐廳經理表明自己是「藍絲」，並禁止任何穿黑衣的市民入内用餐。其後更與一名女侍應一同站在門口。在場市民一度鼓譟，有示威者以雷射筆射向兩名職員的眼部位置，多次被現場其他市民喝止。亦有市民轉而使用原本用於砸向黃碧嬌議員辦事處，改為砸向廉記茶室外的落地玻璃窗，更不小心砸中在場的其他示威者。

### 和平散去
警方在下午4時宣佈大埔有一場「未經批准的集結」，呼籲在場人士盡快離開。 示威者在南運路和大埔太和路設置路障，但示威者最終在大約5時30分開始散去。最終警方在晚上8時23分開始清場，但現場並無示威者。

## 後續影響及事件

### 多區發生警民衝突
示威者其後轉至多區繼續進行快閃式堵路，和包圍警署等行動，例如沙田、大圍、尖沙咀等。示威者以激光筆射向警員，警方則以催淚彈還擊，驅散示威者。結果當日警方共發佈6則新聞稿，三度讉責示威者。

### 被捕人士遭10警拳打腳踢
有年輕被捕人士Ken在港鐵黃埔站準備回家時，突然被防暴警察按在地上，並鎖上手扣。其後10多名警員包圍他拳打腳踢身體多處，最後被打至額頭腫起、左耳流血，手、腳多處疼痛。被打至額頭腫起、左耳流血，手、腳多處疼痛。其後警員在警車內向被捕者進行更激烈施暴，如利用橡筋彈被捕人士的背脊，並拖他到座位底踩。有警員看見被捕者手機有訊息彈出後，要求讀出訊息和電話密碼。被捕者沒有回答也被遭到毆打。被捕者送往警察十多分鐘車程期間也說了不少挑釁說話，如「死曱甴」、「出嚟玩呀？啱啱唔係好威㗎咩？」。送往紅磡警署後，警員突然大力將被捕人士推向梯級，其後推他埋牆撞向牆角，更被女警員挑釁他『唔好扮嘢啦』。被捕人士在警署內多次要求打電話給律師及見醫生，但警員一直未有處理。被捕人士被警員用汽水噴面、掌摑、委任證打面，並要求跪著回答問題。搜身時也被要求全裸搜身。警員問要不要飲水時，將水潑向他面上，令他感到非常無奈。到11日早上，律師到警署找Ken，看到傷勢後向警署正式作出投訴，其後被送到九龍一間醫院，驗傷後留醫兩晚才出院。Ken曾要求警方交出紅磡警署的閉路電視，但事發4個月，仍未取得任何閉路電視片段。

### 被捕人士入稟索償指遭警施刑
一名28歲保安員早前被控非法集結、襲警等4罪，在2022年3月經審訊後被裁定罪名成立，判處監禁21個月。他在事件發生3週年前夕入稟區域法院，向律政司司長索償，指警員在港鐵黃埔站A出口或其附近、一輛警車及紅磡警署內，對他施加不合法武力，要求法庭下令賠償，惟未有列明索償金額。

## 提堂，審訊和判決
4名男女包括案發時只有14歲的女童，在8月11日凌晨在黃埔站出口附近被告，他們被控非法集結，其中兩名男子被控襲警、管有爆炸品及在公眾地方管有攻擊性武器罪等罪名。2021年2月4日，區院裁定全部被告罪名成立。法官陳廣池指被告攜有兩張寫上法律支援電話的卡片，包括來自星火同盟及伍展邦律師行，反映事件幕後有群體組織性及涵蓋性。
首被告在黃埔港鐵站A出口被捕，法官認為被告因警方驅散而往港鐵站離開，期間被截停，並大叫「死開」及腳踢警員，認為唯一合理推論是被告有參與非法集結。同時指被告配備「重裝備」，包括攜熟雞蛋作糧食，航拍機可用作監察警方部署，而生理鹽水則可保護自己及同路人。而另一名被告任職舞台音響技術員，雖然上司供稱物品為工作需要，不過法官批評被告自圓其說、誤導法庭，認為應該放在公司，並不是深夜攜帶。法官又指被告在黃埔站內的扶手梯被捕時，不可能不知道制服他的人是警員，認為他到港鐵站的目的明顯是逃離現場。而案發時只有14歲的女童在黃埔站A出口外被捕。法官認為被告當時的衣服和配備，認為難接納她只是路人，裁定她因逃離到港鐵站而罪成。另外，法官在此案件批准警員使用手機拍攝公眾席人士，並由控方決定跟進行動。
2022年3月3日，法官陳廣池批評無一被告真心認錯，認為他們只是路過的說法是掩耳盜鈴，判處3名成年被告監禁9至21個月，未成年的16歲被告入更生中心。
| 上一次 原因：包圍深水埗警署（2019年8月6日） | 香港防暴警察施放催淚彈 2019年8月10日 | 下一次 原因：反對逃犯條例修訂草案遊行（2019年8月11日） |